# Alan North (motociclista)
Alan North (Durban, 15 agosto 1953) è un pilota motociclistico sudafricano ritiratosi dall'attività agonistica.

## Carriera
La sua carriera motociclistica è iniziata in Sudafrica nel 1969; nel 1975 si è trasferito in Europa e da quel momento la sua carriera è andata in parallelo con quella del cognato Jon Ekerold, anch'esso pilota professionistico. 
Ha esordito nel motomondiale nella stagione 1975 in classe 500 alla guida di una Yamaha e raccogliendo i suoi primi punti iridati in occasione del Gran Premio motociclistico del Belgio 1975.
Negli anni successivi ha gareggiato anche in classe 250 e in classe 350; proprio in quest'ultima classe ha ottenuto le maggiori soddisfazioni con la sua unica vittoria in un singolo gran premio, ottenuta in occasione del Gran Premio motociclistico delle Nazioni 1977, e con il miglior risultato finale in campionato, ottenuto con il 6º posto nel motomondiale 1982.
In totale, fino al motomondiale 1983, ha ottenuto 5 piazzamenti sul podio, 6 pole position e 1 giro più veloce.

## Risultati nel motomondiale

### Classe 250
| 1976 | Classe | Moto   |   |    |   |   |  |   |   |   |   |   |   |   |  |  | Punti | Pos. |
| ---- | ------ | ------ | - | -- | - | - |  | - | - | - | - | - | - | - |  |  | ----- | ---- |
| 1976 | 250    | Yamaha | - | NE | - | - |  | - | - | - | - | - | - | 3 |  |  | 10    | 15º  |

| 1977 | Classe | Moto   |   |    |   |   |   |   |  |     |     |   |     |   |     |  | Punti | Pos. |
| ---- | ------ | ------ | - | -- | - | - | - | - |  | --- | --- | - | --- | - | --- |  | ----- | ---- |
| 1977 | 250    | Yamaha | - | NE | 9 | 5 | 2 | 2 |  | Rit | Rit | 5 | Rit | 6 | Rit |  | 43    | 7º   |

| 1979 | Classe | Moto   |   |    |    |    |    |   |     |   |    |     |    |     |    |  | Punti | Pos. |
| ---- | ------ | ------ | - | -- | -- | -- | -- | - | --- | - | -- | --- | -- | --- | -- |  | ----- | ---- |
| 1979 | 250    | Yamaha | - | NE | 10 | NQ | 12 | - | Rit | - | 16 | Rit | 16 | Rit | 15 |  | 1     | 34º  |

| 1983 | Classe | Moto   |     |  |  |  |    |  |  |    |    |    |  |    |  |  | Punti | Pos. |
| ---- | ------ | ------ | --- |  |  |  | -- |  |  | -- | -- | -- |  | -- |  |  | ----- | ---- |
| 1983 | 250    | Yamaha | Rit |  |  |  | 23 |  |  | 11 | 20 | 15 |  | NE |  |  | 0     |      |

| Legenda | 1º posto        | 2º posto            | 3º posto            | A punti      | Senza punti        | Grassetto – Pole position Corsivo – Giro più veloce |
| Legenda | Gara non valida | Non qual./Non part. | Ritirato/Non class. | Squalificato | '-' Dato non disp. | Grassetto – Pole position Corsivo – Giro più veloce |

### Classe 350
| 1976 | Classe | Moto   |    |   |    |   |  |   |    |    |   |   |   |   |  |  | Punti | Pos. |
| ---- | ------ | ------ | -- | - | -- | - |  | - | -- | -- | - | - | - | - |  |  | ----- | ---- |
| 1976 | 350    | Yamaha | 18 | - | 13 | - |  | - | NE | NE | - | - | 5 | 7 |  |  | 10    | 20º  |

| 1977 | Classe | Moto   |   |    |   |   |     |     |  |   |    |     |     |   |     |  | Punti | Pos. |
| ---- | ------ | ------ | - | -- | - | - | --- | --- |  | - | -- | --- | --- | - | --- |  | ----- | ---- |
| 1977 | 350    | Yamaha | 6 | AN | 4 | 1 | Rit | Rit |  | 9 | NE | Rit | Rit | - | Rit |  | 30    | 10º  |

| 1979 | Classe | Moto   |   |   |     |     |    |   |     |    |    |     |   |    |    |  | Punti | Pos. |
| ---- | ------ | ------ | - | - | --- | --- | -- | - | --- | -- | -- | --- | - | -- | -- |  | ----- | ---- |
| 1979 | 350    | Yamaha | - | - | Rit | Rit | 15 | - | Rit | NE | NE | Rit | 9 | 14 | 10 |  | 3     | 32º  |

| 1980 | Classe | Moto   |   |    |     |    |    |    |    |   |   |    |  |  |  |  | Punti | Pos. |
| ---- | ------ | ------ | - | -- | --- | -- | -- | -- | -- | - | - | -- |  |  |  |  | ----- | ---- |
| 1980 | 350    | Yamaha | 9 | NE | Rit | NE | 15 | NE | NE | - | - | 13 |  |  |  |  | 2     | 23º  |

| 1981 | Classe | Moto   |   |     |    |   |    |    |   |     |    |    |     |    |    |   | Punti | Pos. |
| ---- | ------ | ------ | - | --- | -- | - | -- | -- | - | --- | -- | -- | --- | -- | -- | - | ----- | ---- |
| 1981 | 350    | Yamaha | - | Rit | 13 | 6 | NE | NE | - | Rit | NE | NE | Rit | NE | NE | - | 5     | 22º  |

| 1982 | Classe | Moto          |  |   |   |    |     |   |    |    |     |    |   |    |    |   | Punti | Pos. |
| ---- | ------ | ------------- |  | - | - | -- | --- | - | -- | -- | --- | -- | - | -- | -- | - | ----- | ---- |
| 1982 | 350    | Bimota-Yamaha |  | 6 | 4 | NE | Rit | 3 | NE | NE | Rit | NE | 9 | 11 | NE | 5 | 31    | 6º   |

| Legenda | 1º posto        | 2º posto            | 3º posto            | A punti      | Senza punti        | Grassetto – Pole position Corsivo – Giro più veloce |
| Legenda | Gara non valida | Non qual./Non part. | Ritirato/Non class. | Squalificato | '-' Dato non disp. | Grassetto – Pole position Corsivo – Giro più veloce |

### Classe 500
| 1975 | Classe | Moto   |  |    |  |  |  |     |     |   |  |  |  |    |  |  | Punti | Pos. |
| ---- | ------ | ------ |  | -- |  |  |  | --- | --- | - |  |  |  | -- |  |  | ----- | ---- |
| 1975 | 500    | Yamaha |  | NE |  |  |  | Rit | Rit | 7 |  |  |  | NE |  |  | 4     | 28º  |

| 1976 | Classe | Moto   |  |  |  |    |  |  |  |  |  |  |   |    |  |  | Punti | Pos. |
| ---- | ------ | ------ |  |  |  | -- |  |  |  |  |  |  | - | -- |  |  | ----- | ---- |
| 1976 | 500    | Suzuki |  |  |  | NE |  |  |  |  |  |  | 7 | NE |  |  | 4     | 31º  |

| 1977 | Classe | Moto   |    |  |  |  |    |  |    |  |    |  |  |  |  |  | Punti | Pos. |
| ---- | ------ | ------ | -- |  |  |  | -- |  | -- |  | -- |  |  |  |  |  | ----- | ---- |
| 1977 | 500    | Suzuki | 10 |  |  |  | NE |  | NE |  | 25 |  |  |  |  |  | 1     | 30º  |

| 1979 | Classe | Moto   |  |    |  |  |  |  |  |  |    |  |   |    |  |  | Punti | Pos. |
| ---- | ------ | ------ |  | -- |  |  |  |  |  |  | -- |  | - | -- |  |  | ----- | ---- |
| 1979 | 500    | Yamaha |  | 16 |  |  |  |  |  |  | 12 |  | - | NE |  |  | 0     |      |

| Legenda | 1º posto        | 2º posto            | 3º posto            | A punti      | Senza punti        | Grassetto – Pole position Corsivo – Giro più veloce |
| Legenda | Gara non valida | Non qual./Non part. | Ritirato/Non class. | Squalificato | '-' Dato non disp. | Grassetto – Pole position Corsivo – Giro più veloce |